# Coupe d'Ukraine de football 2010-2011
Navigation
Coupe d'Ukraine 2009-2010 Coupe d'Ukraine 2011-2012
La Coupe d'Ukraine de football 2010-2011 est la 20e édition de la compétition. Elle voit la victoire en finale du Chakhtar Donetsk contre le Dynamo Kiev.

## Huitièmes de finale
| Date            | Locaux                                 | Score | Visiteurs                  |
| --------------- | -------------------------------------- | ----- | -------------------------- |
| 27 octobre 2010 | FK Poltava (D3)                        | 0 - 2 | (D1) Chakhtar Donetsk      |
| 27 octobre 2010 | Kremin Krementchouk (D3)               | 0 - 3 | (D1) Dnipro Dnipropetrovsk |
| 27 octobre 2010 | Feniks-Illitchovets Kalinine (en) (D2) | 1 - 2 | (D1) Metalurh Zaporijia    |
| 27 octobre 2010 | Stal Altchevsk (D2)                    | 1 - 0 | (D1) Volyn Loutsk          |
| 27 octobre 2010 | PFK Oleksandria (D2)                   | 1 - 2 | (D1) Arsenal Kiev          |
| 27 octobre 2010 | Naftovyk-Ukrnafta Okhtyrka (D2)        | 0 - 1 | (D1) Zorya Louhansk        |
| 27 octobre 2010 | PFK Sébastopol (D1)                    | 1 - 2 | (D1) Dynamo Kiev           |
| 27 octobre 2010 | Karpaty Lviv (D1)                      | 3 - 0 | (D1) Vorskla Poltava       |

## Quarts de finale
| Date             | Locaux                | Score                | Visiteurs                  |
| ---------------- | --------------------- | -------------------- | -------------------------- |
| 10 novembre 2010 | Zorya Louhansk (D1)   | 1 - 1 ap (4 - 5 tab) | (D1) Dnipro Dnipropetrovsk |
| 10 novembre 2010 | Stal Altchevsk (D2)   | 2 - 3                | (D1) Dynamo Kiev           |
| 10 novembre 2010 | Zorya Louhansk (D1)   | 0 - 2                | (D1) Arsenal Kiev          |
| 10 novembre 2010 | Chakhtar Donetsk (D1) | 1 - 0                | (D1) Metalurh Zaporijia    |

## Demi-finales
| Date        | Locaux                | Score | Visiteurs                  |
| ----------- | --------------------- | ----- | -------------------------- |
| 11 mai 2011 | Chakhtar Donetsk (D1) | 2 - 1 | (D1) Dnipro Dnipropetrovsk |
| 11 mai 2011 | Dynamo Kiev (D1)      | 2 - 0 | (D1) Arsenal Kiev          |

## Finale
| ·             |                       |     |
| Titulaires :  |                       |     |
|               |                       |     |
| 1             | Oleksandr Shovkovskiy |     |
| 2             | Danilo Silva          | 58e |
| 5             | Ognjen Vukojević      |     |
| 6             | Goran Popov           |     |
| 7             | Andriy Chevtchenko    |     |
| 9             | Andriy Yarmolenko     |     |
| 10            | Artem Milevskyy       |     |
| 20            | Oleh Husyev           |     |
| 23            | Roman Eremenko        | 70e |
| 34            | Yevhen Khacheridi     |     |
| 37            | Yussuf Ayila          |     |
|               |                       |     |
| Remplaçants : |                       |     |
| 3             | Betão                 | 58e |
| 8             | Oleksandr Aliyev      | 70e |
|               |                       |     |
| Entraîneur :  |                       |     |
| Iouri Siomine |                       |     |

| ·              |                       |       |
| Titulaires :   |                       |       |
|                |                       |       |
| 30             | Andriy Pyatov         |       |
| 3              | Tomáš Hübschman       |       |
| 5              | Oleksandr Kucher      |       |
| 7              | Fernandinho           |       |
| 8              | Jádson                | 81e   |
| 9              | Luiz Adriano          | 90+5e |
| 11             | Eduardo da Silva      |       |
| 13             | Viatcheslav Chevtchuk |       |
| 19             | Willian               | 77e   |
| 33             | Darijo Srna           |       |
| 44             | Yaroslav Rakitskiy    |       |
|                |                       |       |
| Remplaçants :  |                       |       |
| 29             | Alex Teixeira         | 77e   |
| 22             | Henrikh Mkhitaryan    | 81e   |
| 20             | Douglas Costa         | 90+5e |
|                |                       |       |
| Entraîneur :   |                       |       |
| Mircea Lucescu |                       |       |

| ·             |                       |     |
| Titulaires :  |                       |     |
|               |                       |     |
| 1             | Oleksandr Shovkovskiy |     |
| 2             | Danilo Silva          | 58e |
| 5             | Ognjen Vukojević      |     |
| 6             | Goran Popov           |     |
| 7             | Andriy Chevtchenko    |     |
| 9             | Andriy Yarmolenko     |     |
| 10            | Artem Milevskyy       |     |
| 20            | Oleh Husyev           |     |
| 23            | Roman Eremenko        | 70e |
| 34            | Yevhen Khacheridi     |     |
| 37            | Yussuf Ayila          |     |
|               |                       |     |
| Remplaçants : |                       |     |
| 3             | Betão                 | 58e |
| 8             | Oleksandr Aliyev      | 70e |
|               |                       |     |
| Entraîneur :  |                       |     |
| Iouri Siomine |                       |     |

| ·              |                       |       |
| Titulaires :   |                       |       |
|                |                       |       |
| 30             | Andriy Pyatov         |       |
| 3              | Tomáš Hübschman       |       |
| 5              | Oleksandr Kucher      |       |
| 7              | Fernandinho           |       |
| 8              | Jádson                | 81e   |
| 9              | Luiz Adriano          | 90+5e |
| 11             | Eduardo da Silva      |       |
| 13             | Viatcheslav Chevtchuk |       |
| 19             | Willian               | 77e   |
| 33             | Darijo Srna           |       |
| 44             | Yaroslav Rakitskiy    |       |
|                |                       |       |
| Remplaçants :  |                       |       |
| 29             | Alex Teixeira         | 77e   |
| 22             | Henrikh Mkhitaryan    | 81e   |
| 20             | Douglas Costa         | 90+5e |
|                |                       |       |
| Entraîneur :   |                       |       |
| Mircea Lucescu |                       |       |